# Forstjärnarna (Fjärås socken, Halland, 638377-129076)
Forstjärnarna är en sjö i Kungsbacka kommun i Halland och ingår i Rolfsåns huvudavrinningsområde. Sjön är 5,6 meter djup, har en yta på 0,007 kvadratkilometer och är belägen 100 meter över havet.